# The Walking Dead: World Beyond
The Walking Dead: World Beyond è una serie televisiva statunitense ideata da Scott M. Gimple e Matthew Negrete.
Si tratta del secondo spin-off della serie televisiva The Walking Dead, basata sul fumetto omonimo di Robert Kirkman, Tony Moore e Charlie Adlard e racconta la storia 10 anni dopo l'apocalisse.

## Trama
La serie, ambientata in Nebraska dieci anni dopo l'apocalisse, ha come protagonisti due giovani ragazze e si concentra sulla "prima generazione a raggiungere l'età adulta nell'apocalisse come la conosciamo". Alcuni diventeranno eroi. Alcuni diventeranno cattivi. Alla fine, tutti saranno cambiati per sempre. Cresciuti e cementati nelle loro identità, sia buoni che cattivi.

## Episodi
| Stagione         | Episodi | Prima TV USA | Pubblicazione Italia |
| ---------------- | ------- | ------------ | -------------------- |
| Prima stagione   | 10      | 2020         | 2020                 |
| Seconda stagione | 10      | 2021         | 2021                 |

## Personaggi e interpreti

### Personaggi principali
- Iris Bennett (stagioni 1-2), interpretata da Aliyah Royale, doppiata da Vittoria Bartolomei.
Brillante studentessa e aspirante scienziata che viaggia insieme alla sorella per ritrovare il loro padre scomparso.
- Hope Bennett (stagioni 1-2), interpretata da Alexa Mansour, doppiata da Veronica Puccio.
Sorella indisciplinata ma sagace di Iris.
- Silas Plaskett (stagioni 1-2), interpretato da Hal Cumpston, doppiato da Lorenzo Crisci.
Timido adolescente che è stato trasferito al campus dopo aver commesso un reato violento.
- Elton Ortiz (stagioni 1-2), interpretato da Nicolas Cantu, doppiato da Lorenzo D'Agata.
Quindicenne intelligente e meticoloso.
- Felix Carlucci (stagioni 1-2), interpretato da Nico Tortorella, doppiato da Daniele Raffaeli.
Capo della sicurezza del campus che da giovane è stato cacciato di casa dal padre per aver dichiarato la sua omosessualità.
- Jennifer "Huck" Mallick (stagioni 1-2), interpretata da Annet Mahendru, doppiata da Eva Padoan.
Ex caporale dei Marines e guardia di sicurezza del campus, amica di Felix.
- Elizabeth Kublek (stagioni 1-2), interpretata da Julia Ormond, doppiata da Tiziana Avarista.
Tenente colonnello dell'esercito della Civica Repubblica e madre di Huck.
- Leopold "Leo" Bennett (stagione 2, ricorrente stagione 1), interpretato da Joe Holt, doppiato da Alberto Angrisano.
Padre adottivo di Iris e Hope e scienziato detenuto dalla CR.
- Lyla Belshaw (stagione 2, guest star stagione 1), interpretata da Natalie Gold, doppiata da Anna Cugini.
Scienziata che lavora per la CR e una dei colleghi di Leo.
- Will Campbell (stagione 2, ricorrente stagione 1), interpretato da Jelani Alladin, doppiato da Paolo Vivio.
Ex guardia di sicurezza del campus e fidanzato di Felix.
- Percy (stagione 2, ricorrente stagione 1), interpretato da Ted Sutherland, doppiato da Alex Polidori.
Truffatore itinerante insieme a suo zio Tony che in tenera età è stato abbandonato dalla madre.
- Anne / Jadis Stokes (stagione 2), interpretata da Pollyanna McIntosh, doppiata da Federica De Bortoli.
Sottufficiale superiore della CR che scompare insieme a Rick Grimes su un elicottero in The Walking Dead.

### Personaggi secondari
- Kari Bennett (stagione 1), interpretata da Christina Marie Karis.
Madre adottiva di Iris e Hope che è stata uccisa da Amelia all'inizio dell'apocalisse zombie.
- Tony Delmado (stagione 1), interpretato da Scott Adsit, doppiato da Roberto Certomà.
Ex illusionista in un casinò di Las Vegas e zio di Percy.
- Frank Newton (stagione 2, guest star stagione 1), interpretato da Robert Palmer Watkins, doppiato da Simone Veltroni.
Devoto e sadico tenente della CR.
- Indira (stagione 2), interpretata da Anna Khaja, doppiata da Irene Di Valmo.
Leader del Perimetro, una piccola comunità di artisti in contatto con la CR.
- Brody (stagione 2), interpretato da Lee Spencer.
Residente del Perimetro spesso contrario alla direzione di Indira.
- Asha (stagione 2), interpretata da Madelyn Kientz.
Figlia generosa e coraggiosa di Indira che crea un legame stretto con Elton.
- Dev (stagione 2), interpretato da Abubakr Ali.
Figlio di Indira, fratello maggiore di Asha e membro fidato della loro comunità.
- Dennis Graham (stagione 2), interpretato da Maximilian Osinski, doppiato da Gianluca Cortesi.
Sergente maggiore della CR scrupoloso e disciplinato e marito di Huck.
- Mason Beale (stagione 2), interpretato da Will Mayers, doppiato da Mirko Cannella.
Intelligente studente che fa amicizia con Hope presso la struttura di ricerca della CR.
- Diane Pierce (stagione 2), interpretata da Gisette Valentin, doppiata da Raffaella Castelli.
Caporale della CR.
- Terry Ellis (stagione 2), interpretato da Allan Edwards.
Responsabile presso la struttura di ricerca della CR che lavora con Leo e Lyla.

### Guest star
- Amelia Ortiz (stagione 1), interpretata da Christina Brucato.
Madre incinta di Elton che ha ucciso Kari all'inizio dell'apocalisse zombie, ma poi è stata freddata da Hope.
- Barca (stagione 1-2), interpretato da Al Calderon.
Sergente maggiore della CR e una delle guardie del corpo di Elizabeth.
- Isaac Ortiz (stagione 1), interpretato da Reece Rios.
Padre di Elton e professore di paleontologia.
- Drake (stagione 1), interpretato da Gil Perez-Abraham.
Soldato dei Marines nell'unità di Hucks.
- Walter (stagione 1), interpretato da Paul Teal.
Sopravvissuto in cerca di vendetta sulla CR.
- Gary Plaskett (stagione 1), interpretato da Kai Lennox.
Padre violento di Silas.
- Webb (stagione 2) interpretato da Jesse Gallegos.
Soldato della CR sotto il comando di Dennis.
- Dott. Edwin Jenner (stagione 2), interpretato da Noah Emmerich, doppiato da Francesco Prando.
Virologo del CDC che ha studiato l'epidemia zombie.

## Produzione
Nel luglio 2018, durante il San Diego Comic-Con, il produttore esecutivo Scott M. Gimple ha annunciato che un nuovo spin-off di The Walking Dead era in lavorazione. Nell'aprile 2019 AMC ha avviato la produzione di una serie da dieci episodi. Nel luglio seguente la serie aveva il titolo di lavorazione di Monument. Il 24 novembre 2019 Gimple ha svelato il titolo ufficiale. Nel gennaio 2020 AMC ha confermato che la serie sarebbe stata costituita da due sole stagioni.

## Distribuzione
La serie era originariamente prevista per il 12 aprile 2020 su AMC, dopo il finale di stagione di The Walking Dead. Tuttavia nel marzo 2020 AMC ha annunciato che il debutto era stato rinviato a fine anno. Il 24 luglio seguente è stato comunicato che la serie sarebbe iniziata il 4 ottobre 2020. La serie ha esordito il 1º ottobre 2020 su AMC+ e ogni episodio è stato reso disponibile tre giorni prima della trasmissione televisiva. La seconda stagione e ultima stagione è stata trasmessa dal 3 ottobre 2021 su AMC.
Al di fuori degli Stati Uniti, la serie è stata distribuita su Prime Video dal 2 ottobre 2020.

### Edizione italiana
La direzione del doppiaggio e i dialoghi sono a cura di Marina Allegrini, per conto di VSI Rome.

## Accoglienza

### Critica
La prima stagione ha ricevuto recensioni contrastanti dalla critica. Rotten Tomatoes riporta il 46% delle recensioni professionali positive, con un voto medio di 4,90 su 10 basato su 24 critiche. Il consenso critico del sito web indica: «Le buone interpretazioni di World Beyond e una nuova prospettiva nell'universo di The Walking Dead non sono sufficienti per farlo risaltare in un marchio sempre più affollato.» Metacritic, invece, ha assegnato un punteggio di 48 su 100 basato su 10 recensioni, indicando "recensioni miste".